# Hillin von Falmagne

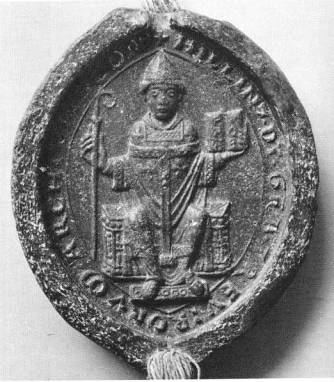
Hillin von Falmagne

Hillin von Falmagne, auch Hillin von Fallemanien, Fallenmaigne bzw. Falemagne oder (lateinisch) Hillinus Trevirensis (* um 1100; † 23. Oktober 1169 in Trier), war von 1152 bis 1169 Erzbischof von Trier.

## Leben
Hillin stammte aus dem Geschlecht der Herren von Falmagne im Raum Lüttich. Seine Ausbildung erhielt er in Frankreich. Er soll ein gebildeter Mann gewesen sein, der Verbindungen zu Bernhard von Clairvaux, Hildegard von Bingen und Elisabeth von Schönau unterhielt.
1130 kam Hillin nach Trier und leitete hier ab 1142 die Domschule. 1150 wurde er zum Domdechant ernannt und 1152 zum Erzbischof von Trier gewählt. Im selben Jahr wurde Friedrich Barbarossa römisch-deutscher König. Hillin unterstützte dessen Wahl und beteiligte sich 1154/55 an Barbarossas Italienzug. Bei der Kaiserkrönung Barbarossas war Hillin als Legat des Papstes Hadrian IV. zugegen.
Mit Barbarossas Hilfe setzte sich Hillin gegen den Pfalzgrafen Konrad den Staufer zur Wehr, der als Halbbruder des Kaisers die Bürger von Trier in ihren Bestrebungen unterstützte, die Reichsunmittelbarkeit zu erreichen. Im Konflikt zwischen Barbarossa und dem Papsttum 1159 stellte sich Hillin zunächst auf die Seite des Kaisers und erkannte den Gegenpapst Viktor IV. an, der ihn ebenfalls zu seinem Legaten machte. 1165 änderte Hillin jedoch seine Meinung und erkannte Alexander III. als rechtmäßigen Papst an.
Auf Hillin geht die Errichtung der Ostseite des Trierer Doms zurück. Am 24. August 1156 weihte er die noch nicht ganz fertiggestellte Abteikirche Maria Laach. Um 1160 baute er die Burg Ehrenbreitstein weiter aus; er erneuerte die erzbischöflichen Häuser, vertiefte den Halsgraben, errichtete dahinter den fünfeckigen Bergfried und ließ eine Zisterne anlegen.